# Lijst van Belgische architecten
Dit is een (incomplete) lijst van Belgische architecten.

## A
- Richard Acke (1873 - 1934)
- Ernest Acker (1852 - 1912)
- Bruno Albert (1941)
- Ernest Allard (1849 - 1898)
- James Allard (1890 - 1974)
- Isidore Alleweireldt (1824-1892)
- Joseph André (1885 - 1969)
- Johannes Andreas Anneessens (1687-1769)
- Ernest Apers (1883-1959)
- Jan Appelmans (1352 – 1411)
- Pieter Appelmans (1373-1434)
- Jacques Aron (1933)
- Mohamed Azzouzi (1962)

## B
- Frans Baeckelmans (1827-1896)
- Jan-Lodewijk Baeckelmans (1835-1871)
- Jozef Baeckelmans (1881-1915)
- Jean Baes (1848-1914)
- Georges Baines (1925-2013)
- Alphonse Balat (1818-1895)
- Jean Barthélemy (1932-2016)
- Jos Bascourt (1863-1927)
- Roger Bastin (1913-1986)
- Claire Bataille (1940)
- Lucien Jacques Baucher (1929)
- Philippe Baucq (1880-1915)
- Stéphane Beel (1955)
- Victor Besme (1834-1904)
- Jean-Baptiste Béthune (1821-1894)
- Hendrik Beyaert (1823-1894)
- Edouard Bilmeyer (1883-1948)
- Jules Bilmeyer (1850-1920)
- Ernest Blérot (1870-1957)
- Adrien Blomme (1878-1940)
- Henri Blomme (1845-1923)
- Leonard Blomme (1840-1918)
- Yvan Blomme (1906-1961)
- Jean-Pierre Blondel (1924-2012)
- Louis Boeckx (1886-1963)
- Alphonse Boelens (1877-1936)
- Victor Boelens (1872-1955)
- Albert Bontridder (1921-2015)
- Gédéon Bordiau (1832-1904)
- Kristiaan Borret (1966)
- Victor Bourgeois (1897-1962)
- Pierre Bruno Bourla (1783-1866)
- Renaat Braem (1910-2001)
- Adrien Bressers (1897-1986)
- Walter Bresseleers (1927-1980)
- Henri Alexis Brialmont (1821-1903)
- Constantin Brodzki (1924-2021)
- Fernand Brunfaut (1886-1972)
- Jules Brunfaut (1852-1942)
- Maxime Brunfaut (1909-2003)
- Justin Bruyenne (1811-1896)
- Théophile Bureau (1827-1884)
- Pierre Buyck (1805-1877)
- René Buyck (1850-1923)

## C
- Ernest Callebout (1887-1952)
- Peter Callebout (1916-1970)
- Henri Camp (1821-1875)
- Edward Careels (1857-1933)
- Jules Carette (1866-1927)
- Maurice Carlier (1894-1976)
- Paul Cauchie (1875-1952)
- Alban Chambon (1847-1928)
- Albert Charle (1821-1889) (beter gekend onder zijn kunstenaarsnaam Charle-Albert)
- Louis Ernest Charels (1875-1912)
- Louis François Charels (1913-1949)
- Jean-Baptiste Chermanne (1704-1770)
- Mathieu Christiaens (1865-1935)
- Jan August Clarysse (1814-1873)
- Louis Cloquet (1849-1920)
- Jean-Pierre Cluysenaar (1811-1880)
- Wenceslas Coeberger (1561-1634)
- Georges Cochaux (19-de/20-ste eeuw)
- Jean-Florian Collin (1904-1985)
- Christine Conix (1955)
- Jules Coomans (1871-1937)
- François Coppens (1799-1873)
- Marc Corbiau (1943)
- Joseph Coucke (1859-1941)
- Daniël Craet (1926-2013)
- Jo Crepain (1950-2008)
- Victor Creten (1878-1966)
- Pierre Nicolas Croquison (1806-1887)
- Jacques Cuisinier (1915-2000)
- Maurice Culot (1937)
- Henri Cunibert (1891-1954)
- François de Cuvilliés de Oudere (1695-1768)
- Wim Cuyvers (1958)

## D
- Hilde Daem (1950)
- François d'Aguilon (1567-1617)
- André-Louis Daniëls (1883-1976)
- Hubert Davans (1946)
- Hilaire De Boom
- Jan-Albert De Bondt (1888-1969)
- Oscar De Breuck (1855-1921)
- Jozef De Bruycker (1891-1942)
- Louis De Curte (1817-1891)
- Joachim Declerck (1979)
- Georges Dedoyard (1897-1988)
- Arthur Degeyter (1919-2004)
- Xaveer de Geyter (1957)
- Alfredo De Gregorio (1953)
- Aglaée Degros (1972)
- Désiré De Keyser (1823-1897)
- Louis Herman De Koninck (1896-1984)
- Louis Delacenserie (1838-1909)
- Eugène Delatte (1910-1997)
- Georges Delcoigne (1870-1916)
- Luc Deleu (1944)
- Aimable Delune (1866-1923)
- Ernest Delune (1859-1945)
- Leon Delune (1862-1947)
- Martine De Maeseneer (1962)
- Gustave De Man (1805-1887)
- Maurice De Meester (1890-1965)
- Paul De Meyer (1922-2012)
- Fernand de Montigny (1885-1974)
- Modeste de Noyette (1847-1923)
- Edmond de Perre-Montigny (1826-1895)
- Joseph Deré (1889-1968)
- Jul De Roover (1913-2010)
- François-Jacques Derre (1797-1888)
- Ferdinand De Ruddere (1891-1958)
- Werner Desimpelaere (1942)
- Triphon De Smet (1877-1943)
- Vivian Desmet (1932)
- Firmin De Smidt (1904-1983)
- Jan De Somme-Servais (1799-1864)
- Marc Dessauvage (1931-1984)
- Lucien De Vestel (1902-1967)
- Jacques Devincke (1944-2010)
- Jan De Vroey (1872-1935)
- Bernard de Walque (1938)
- Jacques De Weerdt (1867-1942)
- Laurent Benoit Dewez (1731-1812)
- Jean-Baptiste Dewin (1873-1948)
- Charles De Wulf (1865-1904)
- Alexander D'Hooghe (1973)
- Ernest Dieltiens (1848-1920)
- Joseph Diongre (1878-1963)
- Jules Dony (1865-1949)
- Guido Driesen (1955)
- Jacques Dubrœucq (1505-1584)
- Dugardyn (20-ste eeuw)
- Albert Dumont (1853-1929)
- Joseph Jonas Dumont (1811-1859)
- Valère Dumortier (1848-1903)
- Jacques Dupuis (1914-1984)
- Frans Andries Durlet (1816-1867)

## E
- Jean-Jules Eggericx (1884-1963)
- Lucien Engels (1928-2015)
- Gaston Eysselinck (1907-1953)

## F
- Gustave Fache (1879-1932)
- Paul Felix (1913-1981)
- Joost Fermont (circa 1722-1800)
- Émile-José Fettweis (1927-2021)
- Gustave Fierens (1881-1962)
- Odette Filippone (1927-2002)
- Paul Fitschy (1908-1993)
- Eugène Flanneau (1821-1891)
- Octave Flanneau (1860-1937)
- Jozef Fonteyn (1889-1970)
- Raymond Foucart (1872-1941)
- Henri Fouquet (19-de eeuw)
- Alfons Francken (1882-1958)
- Oscar Francotte (1857-1935)
- Eugène Frische (1850-1919)
- Louis Fuchs (1818-1904)

## G
- Edmond Galoppin (1851-1902)
- Hendrik Geirnaert (1860-1928)
- Axel Ghyssaert (1933)
- Eugeen Gife (1819-1890)
- Jean Gilson (1912-2000)
- Charles Girault (1851-1932)
- Wim Goes (1969)
- Pierre-Jacques Goetghebuer (1788-1866)
- Jules Goethals (1855-1918)
- Pascal Gonzalez Merino (1969)
- Jacques Goossens-Bara (1928)
- Léon Govaerts (1860-1930)
- René Greisch (1929-2000)
- Simonne Guilissen (1916-1996)
- Barnabé Guimard (1734-1805)

## H
- Rie Haan (1906-1984)
- Paul Haesaerts (1901-1974)
- Jean Hamel (1912-circa 2000)
- Paul Hamesse (1877-1956)
- Paul Hankar (1859-1901)
- Gustave Hansotte (1827-1886)
- Alfred Hardy (1900-1965)
- Aldrik Heirman (1966)
- Joris Helleputte (1852-1925)
- Franz Hemelsoet (1875-1947)
- Geo Henderick (1879-1957)
- Kris Herteleer (1955)
- René Heyvaert (1929-1984)
- Leon Hoet (1891-1944)
- Jules Hofman (1858-1919)
- Charles Hoge (1890-1962)
- Alfons Hoppenbrouwers (1930-2001)
- Victor Horta (1861-1947)
- Huib Hoste (1881-1957)
- Maurice Houyoux (1903-1960)
- Fernand Hubin (1919-1989)
- Jef Huygh (1885-1946)

## I
- Leo Ide (1901-1979)
- Isia Isgour (1913-1967)

## J
- Henri Jacobs (1864-1935)
- André Jacqmain (1921-2014)
- Victor Jamaer (1825-1902)
- Herman Jaminé (1826-1885)
- Lambert Jaminé (1800-1871)
- Léon Jaminé (1858-1921)
- Charles-Emile Janlet (1839-1919)
- Felix Janlet (1808-1868)
- Lou Jansen (1935)
- Wynand Janssens (1827-1913)
- Ernest Jaspar (1876-1940)
- Michel Jaspers (1935)
- Guillaume Joachim (1871-1954)

## K
- Keldermans (bouwmeestersgeslacht)
- Jan I Keldermans (circa 1345-1425)
- Lucien Kroll (1927-2022)

## L
- Henry Lacoste (1885-1968)
- François-Henri Laenen (1801-1849)
- Marcel Lambrichs (1917-1986)
- Juliaan Lampens (1926-2019)
- Rutger Langaskens (1913-1984)
- Pierre Langerock (1859-1923)
- Charles Leclerc-Restiaux (1816-1897)
- Fernand Lefever (1883-1959)
- Gaston Lejeune (1885-1954)
- Raymond A.G. Lemaire (1878-1954)
- Raymond M. Lemaire (1921-1997)
- Vincent Lenertz (1864-1914)
- Eugeen Liebaut (1952)
- Jules Lippens (1893-1961)
- Paul Lippens (1876-1915)

## M
- François Malfait (1872-1955)
- Hyacinth Martens (1847-1919)
- Jan Meersman (1956)
- Louis Minard (1801-1875)
- Alfred Minner (1880-1972)
- David Moëd (1902-ca. 1990)
- Jacques Moeschal (1913-2004)
- Henri Montois (1920-2009)

## N
- Joseph Naert (1838-1910)
- Paul Neefs (1933-2009)
- Marc Neerman
- Philippe Neerman (1930-2011)
- Charles Nissens (1858-1919)

## P
- Hendrik Partoes (1790-1873)
- Adolphe Pauli (1820-1895)
- Louis Pavot (1823-1895)
- Antoine Payen (1748-1798)
- Auguste Payen (1801-1877)
- Frans Peeters (1896-1942)
- Georges Pepermans (1910-2006)
- Leopold Pepermans (1870-1957)
- Fernand Petit (1885-1955)
- Paul Picquet (1876-1956)
- Joseph François Piscador (1866-1928)
- Joseph Poelaert (1817-1879)
- André Polak (1914-1988)
- Jean Polak (1920-2012)
- Michel Polak (1885-1948)
- Antoine Pompe (1873-1980)
- Charles Poupaert (1874-1935)
- Pierre Puttemans (1933-2013)
- Robert Puttemans (1902-1978)

## R
- Theo Raison (1869-1937)
- Jules Rau (1854-1919)
- Julien Rémont (1800-1883)
- Françoise Remy (1963)
- Bruno Renard (1781-1861)
- René Reygaerts (1881-1972)
- Georges Ricquier (1902-1963)
- Paul Robbrecht (1950)
- Lodewijk Roelandt (1786-1864)
- Nicolas Roget (1790-1865)
- Jan Rooms (1864-1947)
- Jean-Brunon Rudd (1792-1870)
- Joseph Martin Ryssens de Lauw (1830-1889)

## S
- Gustave Saintenoy (1832-1892)
- Jacques Saintenoy (1895-1947)
- Paul Saintenoy (1862-1952)
- Philippe Samyn (1948)
- Alfred Sarot (1863-1936)
- Hubert Sauvage (1973)
- Joseph Schadde (1818-1894)
- Jozef Schellekens (1909-1963)
- Paul Schellekens (1939)
- Julien Schillemans (1906-1943)
- Luc Schuiten (1944)
- Jacob Gustaaf Semey (1864-1935)
- Edmond Serneels (1875-1934)
- Edmund Serrure jr. (1856-1925)
- Edmund Serrure sr. (1832-1911)
- Gustave Serrurier-Bovy (1858-1910)
- Franz Seulen (1848)
- Louis Seulen (19e eeuw)
- Vittorio Simoni (1954)
- Marcel Smets (1947)
- Jos Smolderen (1889-1973)
- Louis Spaak (1804-1893)
- Guido Stegen (1951)
- Ernest Stordiau (1855-1937)
- Gustave Strauven (1878-1919)
- Claude Strebelle (1917-2010)
- Jozef-Louis Stynen (1907-1991)
- Léon Stynen (1899–1990)
- Léon Suys (1823-1887)
- Tieleman Franciscus Suys (1783–1861)
- Peter Swinnen (1972)

## T
- Jules Taeymans (1872-1944)
- Lode Taeymans (1874-1937)
- Pieter Jozef Taeymans (1842-1902)
- Jan Tanghe (1929-2003)
- Armand Thiéry (1868-1955)
- Jan Thomaes (1955)
- Franz Tilley (1872-1929)
- Francesca Torzo (1975)
- Alexandre Trappeniers (1824-1887)
- Jules Trenteseau (1913-1974)

## V
- Valentin Vaerwyck (1882-1959)
- Henri Vaes (1876-1945)
- Paul Van Aerschot (1938)
- Anton van Arenberg (1593-1669)
- Jan Van Asperen (1876-1962)
- Auguste Van Assche (1826-1907)
- Eugene Vanassche (1933-2015)
- Emiel Van Averbeke (1876-1946)
- Fritz Van Averbeke (1905)
- Robert Van Averbeke (1903-1981)
- Jan Pieter van Baurscheidt de Jonge (1699-1768)
- John Van Beurden (1880-1967)
- Erik Van Biervliet (1938-1996)
- Leo Van Broeck (1958)
- Karl Van Camp (1960)
- Maurice Van Cauwelaert (1905-?)
- Alfons Van Coillie (1884-1949)
- Gilbert Vandekerkhove (1945)
- Walter Van den Broeck (1905-1945)
- Max van den Corput (1825-1911)
- Charles Vandenhove (1927-2019)
- Willy Van der Meeren (1923-2002)
- Charles Vander Straeten (1771-1834)
- Louis Van der Swaelmen (1883-1929)
- Pierre Vandervoort (1891-1946)
- Cis Van de Velde (1926-2013)
- Henry Van de Velde (1863-1957)
- Adelbert Van de Walle (1922-2006)
- Johan Vandewalle (1960)
- Eugeen Van Dievoet (1862-1937)
- Henri Van Dievoet (1869-1931)
- Frans Van Dijk (1853-1939)
- Jos Van Driessche (1930)
- Jozef Van Gierdegom (1760-1844)
- Karel Van Havermaet
- Marie-José Van Hee (1950)
- Jan Vanhoenacker (1875-1958)
- Albert Van Huffel (1877-1935)
- Pieter Van Kerkhove (1847-1889)
- Hugo Van Kuyck (1902-1975)
- Frans Van Laere (1914-1940)
- Jan Van Lierde (1954)
- Jan van Mansdale (circa 1345-1425)
- Ivan van Mossevelde (1940)
- Louis Van Overstraeten (1818-1849)
- Jules Van Paemel (1896-1968)
- Bob Van Reeth (1943)
- Flor Van Reeth (1884-1975)
- Jan Van Ruysbroeck (15e eeuw)
- Charles van Rysselberghe (1850-1920)
- Octave Van Rysselberghe (1855–1929)
- François van Schoubroeck (1832-1870)
- Maarten Van Severen (1956-2005)
- Eduard Van Steenbergen (1889-1952)
- Edward Van Steenbergen (1925-2003)
- Zjef Vanuytsel (1945-2015)
- Gijs Van Vaerenbergh (1983)
- Jules Jacques Van Ysendyck (1836-1901)
- Kiki Verbeeck (1974)
- Antoine Verbeke (1828-1907)
- Arthur Verhaegen (1847-1917)
- Vermeersch (20-ste eeuw)
- Karel Verschelde (1842-1881)
- Raphaël Verwilghen (1885-1963)
- Jozef Viérin (1872-1949)
- Pierre Vinck (1904-1991)
- Jacques Voncke (20-ste eeuw)
- Louis Vuylsteke (1774-1854)

## W
- Jules Wabbes (1919-1974)
- Roger Warie (1901-1991)
- André Waterkeyn (1917-2005)
- Raphaël Waterschoot (1890-1962)
- Eugène Wauters (1924-2008)
- Jean-Jacques Winders (1849-1936)
- Max Winders (1882-1982)
- Mathias Wolters (1793-1859)
- Jacques Wybauw (1925-2005)